# Anna Ozolins
Anna Ozolins (* 12. Mai 1974 in Broken Hill) ist eine ehemalige australische Ruderin. 1994 war sie Weltmeisterschaftsdritte im Zweier ohne Steuerfrau, 1996 war sie Olympiafünfte im Achter.

## Sportliche Karriere
Anna Ozolins begann ihre sportliche Laufbahn im Doppelzweier zusammen mit Carmen Klomp. Die beiden belegten den fünften Platz bei den Junioren-Weltmeisterschaften 1991 und gewannen 1992 die Silbermedaille. 1994 traten die beiden bei den Weltmeisterschaften in Indianapolis in zwei Bootsklassen an. Mit dem Zweier ohne Steuerfrau gewannen die beiden die Bronzemedaille hinter den Booten aus Frankreich und aus Rumänien. Klomp und Ozolins traten auch im Achter an und belegten den sechsten Platz. Bei den Weltmeisterschaften 1995 trat Ozolins nur im Achter an und ruderte auf den achten Platz. 1996 bei den Olympischen Spielen in Atlanta belegte der australische Achter den fünften Platz mit fünfeinhalb Sekunden Rückstand auf die Medaillenränge.
Nach einem Jahr Pause trat Anna Ozolins 1998 zusammen mit Jodi Winter im Zweier ohne Steuerfrau an. Die beiden belegten im Weltcup zweimal den zweiten Platz und traten auch mit dem Achter an. Bei den Weltmeisterschaften in Köln belegten die beiden den siebten Platz im Zweier und den vierten Platz im Achter. 1999 trat Anna Ozolins nur im Achter an und belegte den fünften Platz bei den Weltmeisterschaften in St. Catharines.